# Франсилеудо Сантос
Франсилеудо дос Сантос Силва Лима (порт. Francileudo dos Santos Silva Lima), познатији као Сантос (порт. Santos; Зе Дока, 20. март 1979) је професионални фудбалер и репрезентативац Туниса бразилског порекла. Члан је туниског клуба Етоал Саел. Игра на позицији нападача.
Наступао је за репрезентацију Туниса на Светском првенству у фудбалу 2006. у Немачкој.